# Waga Miejska w Görlitz

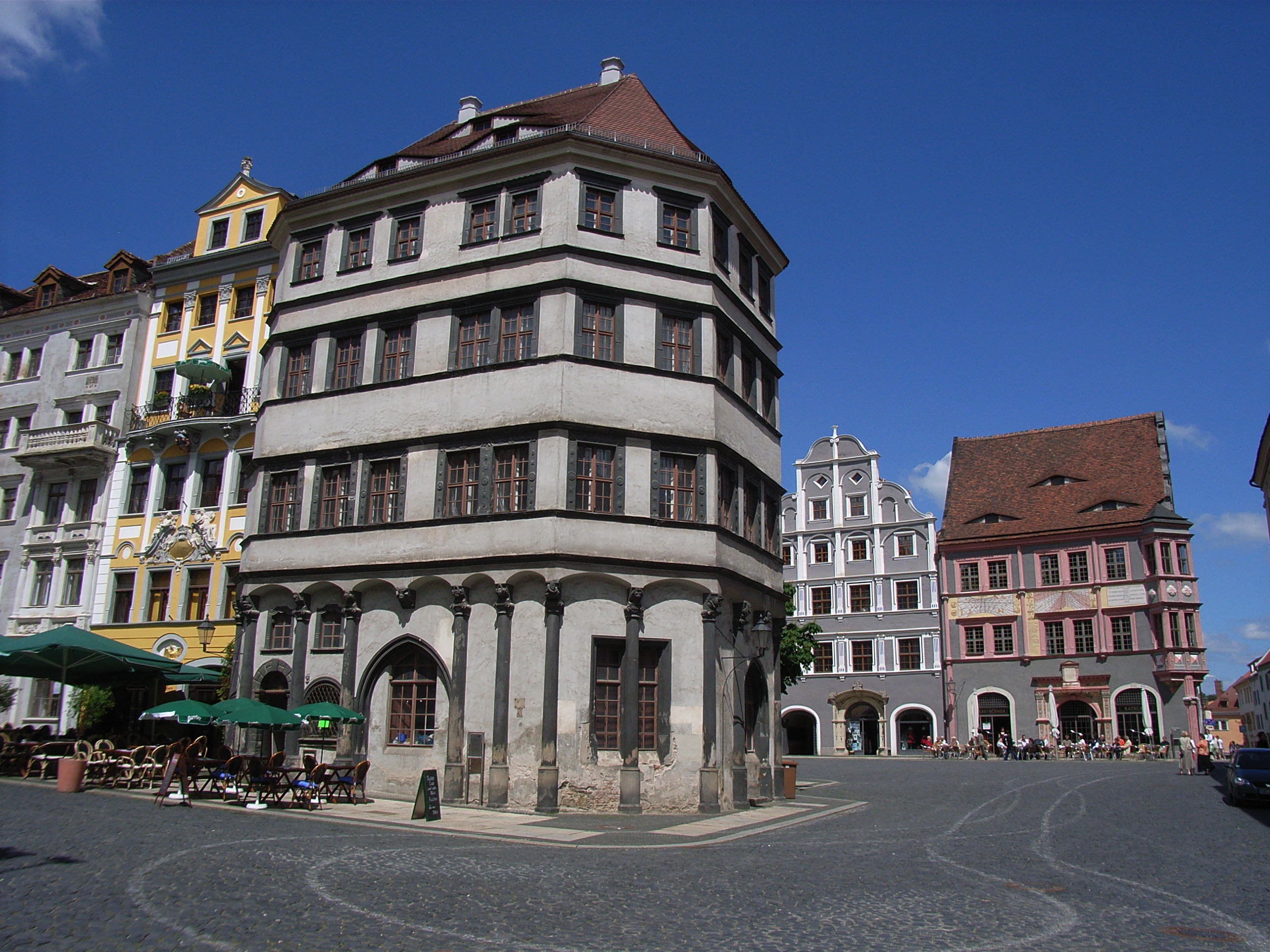
Waga Miejska w Görlitz

Waga Miejska w Görlitz (niem. Die Waage) – renesansowy budynek mieszczący się przy Dolnym Rynku 14, kończący zabudowę zwaną "Zeile" (pol. Szereg).

## Historia
Obecny budynek wagi miejskiej jest efektem przebudowy wcześniejszego gotyckiego budynku z 1453 r., z którego zachowały się jedynie gotyckie piwnice. Przebudowę przeprowadził wnuk śląskiego architekta Wendela Rosskopfa, a syn Wendela Młodszego - Jonas Rosskopf w 1600 roku. Budynek Rosskopfa jest prostą budowlą renesansową, posiadającą 4 kondygnacje, o nieregularnym kształcie. Jego bryła składa się z prostokątnego korpusu zakończonego trójdzielnie na wschodnim jego krańcu. I kondygnacja ozdobiona jest konsolami masek z wizerunkami kolejno: Jonasa Rosskopfa, jego ojca Wendela, mistrza budowniczego Eliasa Ebermanna oraz Andreasa Alerta; inne figury są fantazyjne. Konsole wieńczą pilastry, które są ze sobą połączone ostrołukami. Wzdłuż osi południowy zachód – północny wschód znajdowało się kiedyś przejście, w którym odbywał się targ rybny (niem. Fisch Targ). Wewnątrz uwagę zwracają malowane barokowe drewniane stropy. Natomiast na parterze na uwagę zasługują późnogotyckie sklepienia. 